# Tienda: missione bellezza
Tienda: missione bellezza è un reality in onda dal 14 novembre 2019 su Real Time.

## Il programma
La location del programma è la città metropolitana di Napoli. I conduttori seguiranno otto donne, aiutati dalle sorelle Viktorija e Virginia Mihajlovic, con lo scopo di rivoluzionare il look di queste curandone lo stile, grazie a Fabio Esposito, il make-up, con Sabrina Ghio, e l’immagine social co le figlie di Siniša Mihajlović.